# Nine-dart finish
Nine-dart finish é um termo usado no jogo de dardos para designar um "jogo perfeito". Ou seja, com apenas 9 dardos consegue-se alcançar a pontuação exata de 501 pontos.
Até hoje, em 34 oportunidades esta pontuação máxima foi atingida, em eventos televisionados. 5 jogadores alcançaram a pontuação mais de uma vez: Phil Taylor (9 vezes), Raymond van Barneveld (5 vezes), Michael van Gerwen (3 vezes), Mervyn King e Adrian Lewis (2 vezes).
| Data (mês/dia/ano) | Jogador                                          | Torneio                    | Método                                                    | Prêmio recebido          | Árbitro                          | Commentario(s)                                                 |
| ------------------ | ------------------------------------------------ | -------------------------- | --------------------------------------------------------- | ------------------------ | -------------------------------- | -------------------------------------------------------------- |
| 13/10/84           | John Lowe against Keith Deller                   | World Matchplay            | 3 x T20; 3 x T20; T17, T18, D18                           | £102,000                 | Freddie Williams                 | Dave Lanning                                                   |
| 9/1/90             | Paul Lim against Jack McKenna                    | BDO World Championship     | 3 x T20; 3 x T20; T20, T19, D12                           | £52,000                  | Martin Fitzmaurice               | Tony Green                                                     |
| 3/2/02             | Shaun Greatbatch against Steve Coote             | Dutch Open                 | 3 x T20; 3 x T20; T20, T15, D18                           |                          | Steve Nicolas                    | Albert Manting                                                 |
| 1/8/02             | Phil Taylor against Chris Mason                  | World Matchplay            | 3 x T20; 3 x T20; T20, T19, D12                           | £100,000                 | Russ Bray                        | Sid Waddell Dave Lanning                                       |
| 5/6/04             | Phil Taylor against Matt Chapman                 | UK Open                    | 3 x T20; 3 x T20; T20, T19, D12                           | 501 bottles of Budweiser | Bruce Spendley                   | Stuart Pyke John Gwynne                                        |
| 12/6/05            | Phil Taylor against Roland Scholten              | UK Open                    | 3 x T20; 3 x T20; T20, T19, D12                           | 501 bottles of Budweiser | Bruce Spendley                   | Dave Lanning John Gwynne                                       |
| 23/3/06            | Raymond van Barneveld against Peter Manley       | Premier League Darts       | 3 x T20; 3 x T20; T20, T19, D12                           |                          | Bruce Spendley                   | Sid Waddell John Gwynne                                        |
| 17/2/07            | Michael van Gerwen against Raymond van Barneveld | Masters of Darts           | T20, 2 x T19; 3 x T20; T20, T17, D18                      | €10,000                  | Russ Bray                        | Stuart Pyke Rod Harrington                                     |
| 8/5/07             | Phil Taylor against Raymond van Barneveld        | International Darts League | 3 x T20; 3 x T20; T20, T19, D12                           | Opel Tigra Twin Top      | Bruce Spendley                   | Leo Oldenburger Jacques Nieuwlaat                              |
| 9/5/07             | Tony O'Shea against Adrian Lewis                 | International Darts League | 3 x T20; 3 x T20; T20, T19, D12                           | Opel Tigra Twin Top      | Bruce Spendley                   | Leo Oldenburger Jacques Nieuwlaat                              |
| 9/6/07             | Phil Taylor against Wes Newton                   | UK Open                    | 3 x T20; 3 x T20; T20, T19, D12                           | £20,000                  | Russ Bray                        | John Gwynne Rod Harrington                                     |
| 17/11/07           | John Walton against Martin Phillips              | World Masters              | 3 x T20; 3 x T20; T20, T19, D12                           | £2,000                   | Nick Rolls                       | Tony Green                                                     |
| 6/6/08             | Phil Taylor against Jamie Harvey                 | UK Open                    | 3 x T20; 2 x T20, T19; 2 x T20, D12                       | £25,000                  | Russ Bray                        | Stuart Pyke Sid Waddell                                        |
| 20/11/08           | James Wade against Gary Anderson                 | Grand Slam of Darts        | 3 x T20; 3 x T20; T20, T19, D12                           |                          | Bruce Spendley                   | Stuart Pyke Alan Warriner-Little                               |
| 2/1/09             | Raymond van Barneveld against Jelle Klaasen      | PDC World Championship     | 3 x T20; 3 x T20; T20, T19, D12                           | £20,000                  | George Noble                     | Nigel Pearson Sid Waddell                                      |
| 27/9/09            | Mervyn King against James Wade                   | South African Masters      | 3 x T20; 3 x T20; T20, T19, D12                           | £10,000                  | Russ Bray                        | John Gwynne Rod Harrington                                     |
| 13/12/09           | Darryl Fitton against Ross Montgomery            | Zuiderduin Masters         | 2 x T20, T19; 3 x T20; 2 x T20, D12                       |                          | Rab Butler                       | Jacques Nieuwlaat                                              |
| 28/12/09           | Raymond van Barneveld against Brendan Dolan      | PDC World Championship     | 3 x T20; 3 x T20; T20, T19, D12                           | £25,000                  | George Noble                     | Stuart Pyke Rod Harrington                                     |
| 29/4/10            | Raymond van Barneveld against Terry Jenkins      | Premier League Darts       | 3 x T20; 3 x T20; T20, T19, D12                           |                          | Bruce Spendley                   | John Gwynne Rod Harrington                                     |
| 24/5/10            | Phil Taylor against James Wade                   | Premier League Darts       | T20, 2 x T19; 3 x T20; T20, T17, D18                      |                          | George Noble                     | Sid Waddell Dave Lanning                                       |
| 24/5/10            | Phil Taylor against James Wade                   | Premier League Darts       | 3 x T20; 3 x T20; T20, T19, D12                           |                          | George Noble                     | Sid Waddell Dave Lanning                                       |
| 5/6/10             | Mervyn King against Gary Anderson                | UK Open                    | 3 x T20; 3 x T20; T20, T19, D12                           | £5,000                   | George Noble                     | John Gwynne Rod Studd                                          |
| 17/7/10            | Raymond van Barneveld against Denis Ovens        | World Matchplay            | 3 x T20; 3 x T20; T20, T19, D12                           | £5,000                   | Paul Hinks                       | Sid Waddell Stuart Pyke                                        |
| 3/1/11             | Adrian Lewis against Gary Anderson               | PDC World Championship     | 3 x T20; 3 x T20; T20, T19, D12                           | £10,000                  | George Noble                     |                                                                |
| 16/7/11            | John Part against Mark Webster                   | World Matchplay            | 3 x T20; 3 x T20; T20, T19, D12                           | £10,000                  | Paul Hinks                       | Sid Waddell Rod Harrington                                     |
| 31/7/11            | Adrian Lewis against Raymond van Barneveld       | European Championship      | 3 x T20; 3 x T20; T20, T19, D12                           |                          | Paul Hinks                       | Stuart Pyke Chris Mason                                        |
| 8/10/11            | Brendan Dolan against James Wade                 | World Grand Prix           | double-to-start D20, 2 x T20; 3 x T20; T20, T17, bullseye | £5,000                   | George Noble                     | John Gwynne Rod Harrington                                     |
| 16/2/12            | Phil Taylor against Kevin Painter                | Premier League Darts       | 3 x T20; T20, 2 x T19; T20, T17, D18                      |                          | Bruce Spendley                   | Rod Studd Wayne Mardle                                         |
| 17/5/12            | Simon Whitlock against Andy Hamilton             | Premier League Darts       | 3 x T20; 3 x T20; T20, T15, D18                           |                          | George Noble                     | John Gwynne Rod Studd                                          |
| 8/6/12             | Gary Anderson against Davey Dodds                | UK Open                    | 3 x T20; 3 x T20; T20, T19, D12                           | £10,000                  | Russ Bray                        | John Gwynne Stuart Pyke                                        |
| 25/7/12            | Michael van Gerwen against Steve Beaton          | World Matchplay            | 3 x T20; 3 x T20; T20, T19, D12                           | £2,500                   | George Noble [carece de fontes?] | John Gwynne Rod Harrington Andrew Flintoff [carece de fontes?] |
| 26/7/12            | Wes Newton against Justin Pipe                   | World Matchplay            | 3 x T20; 2 x T20, T19; 2 x T20, D12                       | £2,500                   | Russ Bray [carece de fontes?]    | John Gwynne Stuart Pyke [carece de fontes?]                    |
| 23/12/12           | Dean Winstanley against Vincent van der Voort    | PDC World Championship     | 3 x T20; 3 x T20; T20, T19, D12                           | £7,500                   | Bruce Spendley                   | John Gwynne Nigel Pearson                                      |
| 30/12/12           | Michael van Gerwen against James Wade            | PDC World Championship     | 3 x T20; 2x T20, T19; 2x T20, D12                         | £7,500                   | Russ Bray                        |                                                                |